# 랠프 멧커프
랠프 해럴드 멧커프(Ralph Harold Metcalfe, 1910년 5월 30일 ~ 1978년 10월 10일)는 아프리카계 미국인 육상 선수이자, 정치인이다. 1932년부터 1934년까지 세계에서 가장 빠른 인간으로 알려졌다. 후에 정계에 들어가 의회에 근무하였다.

## 인물
애틀랜타에서 태어나 밀워키에 있는 마케트 대학교에서 수학하였다. 대학 시절에 몇몇의 행사에서 100m의 10.3초 기록은 물론, 20.6초의 200m 기록을 동등히 하였다. 그는 3회의 NCAA 200m 타이틀을 우승한 첫 선수가 되었다.
1932년 로스앤젤레스 올림픽 100m 결승전에서 자신의 라이벌 에디 톨란과 대결을 벌이면서 둘다 10.38초의 기록을 세웠으나, 사진에 나온 완료의 모습에 의하여 우승이 톨란에게 넘어갔다. 200m에서 동메달을 땄으며, 4년 후 베를린 올림픽에서도 100m에 나갔으나 제시 오언스에게 밀려 2위를 하였다. 결국 400m 릴레이에서 금메달을 획득하였다.
서던캘리포니아 대학교에서 석사를 취득하고, 군대에 들어가 제2차 세계 대전에 종군하였다. 후에 루이지애나 하비에르 대학교의 육상 코치를 맡다가, 시카고에서 성공적인 비지니스맨이 되었다.
1949년 시카고의 사우스 사이드를 대표하는 시의회 의원으로서 선거에서 승리하였다. 민주당원으로서 1971년부터 1978년 사망할 때까지 일리노이주 제1 하원 의원 선거구를 대표하였다.
1975년에는 미국 육상 명예의 전당에 헌액되었다. 사후, 앨시프에 있는 성령 무덤 묘지에 안장되었다.

## 역대 선거 결과
| 선거명      | 직책명                        | 대수 | 정당   | 득표율 | 득표수    | 결과 | 당락                     |
| ----------- | ----------------------------- | ---- | ------ | ------ | --------- | ---- | ------------------------ |
| 1970년 선거 | 하원의원 (일리노이 제1선거구) | 92대 | 민주당 | 90.96% | 93,272표  | 1위  | 일리노이주 하원의원 당선 |
| 1972년 선거 | 하원의원 (일리노이 제1선거구) | 93대 | 민주당 | 91.39% | 136,755표 | 1위  | 일리노이주 하원의원 당선 |
| 1974년 선거 | 하원의원 (일리노이 제1선거구) | 94대 | 민주당 | 93.74% | 75,206표  | 1위  | 일리노이주 하원의원 당선 |
| 1976년 선거 | 하원의원 (일리노이 제1선거구) | 95대 | 민주당 | 92.31% | 126,632표 | 1위  | 일리노이주 하원의원 당선 |